# Mossab Al-Laham
Mossab Al-Laham (20 maggio 1991) è un calciatore giordano, di ruolo attaccante.

## Carriera

### Club
Ha giocato nel campionato giordano e saudita.

### Nazionale
Ha esordito in Nazionale nel 2011.